# 五服
五服制度是漢字文化圈傳統丧服制度，是居丧期間的服飾、飲食和起居制度。
古代中国是由父系宗族组成的社会，以父系血缘为基础、以宗法为重。由己身算起：上至高祖、下至玄孙的男系后裔及其眷屬配偶，通称为「本宗九族」。
本宗九族范围内的亲属（包括直系和旁系亲属）都是「有服亲属」，称为「内亲」。内亲在丧事期间要为死者服丧，关系亲近者居丧服制愈重、关系疏远者居丧服制愈轻，依次递减。母系血缘的服制只有一世，包括外祖父母、舅父、姨母、舅表兄弟和姨表兄弟，是为「外亲」。
「服制」按服丧期限和丧服的粗细不同，分为：斩衰、齐衰、大功、小功和缌麻五种等级，即谓「五服」。也可以說，所謂的「期服亲」是指父系亲属、「大功服親」是指祖父系亲属、「小功服亲」是指曾祖父系亲属、「缌麻服亲」是指高祖父系亲属，母系一世的亲属同属于缌麻服亲；除外之外的都是「无服亲属」。

## 五服

《大清會典》喪服總圖，歷代服制略有變化，較《禮經》所載已有些許不同

古代中国的丧服分为：斩衰、齐衰、大功、小功和缌麻五种等级，用不同粗细的麻布制成，称为「五服」。五服经过演变可以化为23种服制，运用在138种人际情况，极其繁琐。
《仪礼》所载各种服制被后代奉为权威性的准则，历代遵行，但也有所变通。实际上，五等丧服因过于繁琐，后代延续传统均有些细节和理解可能与前代有所不同，民间在日常生活若一时难以执行，亦可穿著简易的「孝服」（男子头戴孝巾，身穿孝衣、麻绳和麻鞋；女子头戴孝巾或孝髻，身穿孝衫、孝裙、麻绳和麻鞋）。
具體而言，服制規範包含了居喪期間的服飾、飲食和起居生活方式。孝子要在墓旁搭草廬居住，寢臥草席、頭枕土塊，食粗茶淡飯；三月不沐浴、不剃髮鬚，夫婦不住同室，要求做到「言而不語」、「對而不答」、「不與人同座」。初喪時要絕食米飯，即殯後可以飲粥，百日後可以蔬食水飲，小祥後可以食菜果，大祥後可以用醬醋調料，禫祭除服後始恢復正常。藉著這種近似苦虐的行為，內在可以呼應和緩解內心的悲戚之情，外在可以表達哀慟和緬懷之意。
禮者，是朝廷制訂符合統治利益的行為規範，所謂「禮不下庶人」，因為士族須是知書達禮之輩，所以歷代服制對士大夫的約束較強，對違背服制的懲處也更甚於一般農民百姓，居喪期間不可有出仕、做官、考試、歌舞、嬉樂、飲酒、食肉、行房、嫁娶、赴宴、應酬、廟會、祭祀等行事，有公職者都要辭官歸籍，在家守制。門第世家居喪期間，出入不走正門、上下不行中階。

### 斩衰

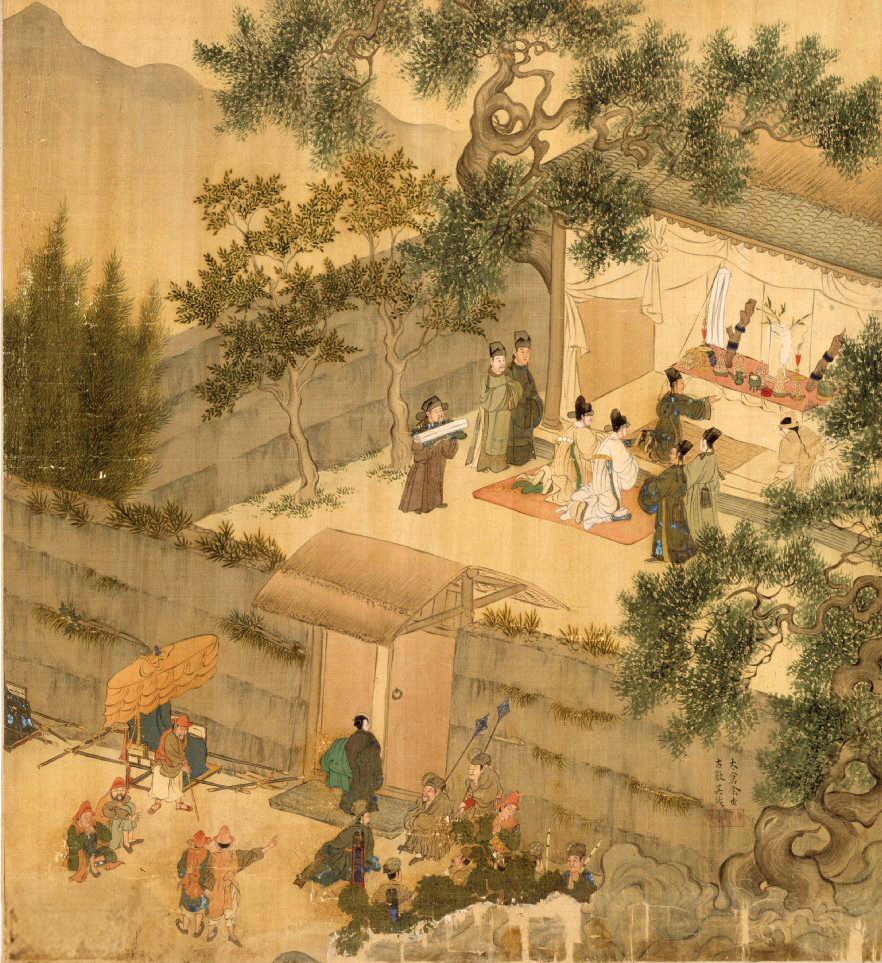
《徐顯卿宦跡圖》〈郡尊折節〉描绘徐显卿丧父情景，王徐二公前来吊唁，徐显卿身穿经过简化的斩衰服跪坐在灵案左侧

斩衰（『衰』通『缞』）是五等服中最重的丧服，亦做「斩缞」。丧服上衣（披在胸前）称为「衰」，下衣称为「裳」。斩衰服用最粗的生麻布制成，不缝边缘，服制三年（实二十五月大祥、二十七月禫祭，即可除服）。「斩」就是不缝缉的意思，所以称为「斩衰」。子为父、诸侯为天子、士大夫为君，都是服斩衰。
男服斩衰的装束是斩衰裳、苴绖、杖、绞带、冠绳缨和菅屦；女服的装束和发饰有别于男子，除了苴绖、杖、绞带、菅屦等衣物与男子相同外，另有布总、箭笄、髽和衰的装束；众臣为国君服斩衰的装束是布带和绳屦两件物品，布带同齐衰服、绳屦同大功服，其余杖、冠绖等则穿戴如常。

### 齐衰
齐衰是次於斩衰的丧服，亦做「齐缞」。齐衰服用粗麻布制成，断处缉边，因此称为「齐衰」。齐衰服由于丧期和服制的区别，又分为四种，即：齐衰一年、齐衰杖期、齐衰不杖期和齐衰三月。
齐衰三年的装束是疏衰裳齐、牡麻绖、冠布缨、削杖、布带和疏屦；齐衰杖期（期年）的装束与齐衰三年完全相同，差异在于丧期的长短；齐衰不杖期的装束是不杖和麻屦，不持杖、以麻屦代替齐衰杖期的疏屦；齐衰三月的装束是疏衰裳齐、牡麻绖和无受，「无受」是指变服后即可除服，不再须要变换为轻服。
「期」（『期』通『朞』），是指一周年的意思，有：杖期（持杖，服一年）和不杖期（不持杖，服一年）的两种区别。

### 大功
大功（『功』通『红』）是次於齐衰的丧服，亦做「大红」。大功服用熟麻布制成，比齐衰精细、比小功略粗，又可区分为：殇大功和成人大功两种。「功」就是指女子所做的纺织、缝纫等的加工，因为所加人工较为粗略，所以称为「大功布」。
殇大功是为未成年死者降等而服，装束是大功布衰裳、牡麻绖和无受，长殇九月，缨绖；中殇七月，不缨绖。成人大功服的装束是大功布衰裳、牡麻绖、缨和布带，服制九月；三月变服之时受以小功衰服，即「葛衣」。

### 小功
小功是次於大功的丧服，亦做「小红」。小功服用熟麻布制成，比大功更精细，因为纺织所加人工不似大功那般粗略，故相对而称「小功布」。小功服又可区分为：殇小功和成人小功两种，主要取决所服对象是否成年，服制五月。
殇小功服的装束是小功布衰裳和澡麻带绖，因为是下殇夭折之故，所以是降两等而服；成人小功服的装束是小功布衰裳和牡麻绖，即「葛衣」。

### 缌麻
缌麻是五等服中最轻的丧服，亦做「织麻」。缌麻服用细麻布制成，比小功服更精细，服制三月。缌麻服由于丧期较短，可以说是葬后即除服，故虽有殇缌麻和成人缌麻的区别，也只是所服对象有所不同，服饰则几乎没有差异。

### 衰
衰（『繐』通『穗』）是諸侯之大夫为天子所服，装束是牡麻絰，服制七月，葬后即除。

### 心喪
學生為師長守喪，行止容貌如同喪父，但不穿喪服（無服）而心存哀悼，稱為「心喪」。《禮記．檀弓上》：「事師無犯無隱，左右就養無方，服勤至死，心喪三年。」鄭玄注：「心喪，戚容如父而無服也。」
摯虞《師服議》曰：「自古弟子無師服之制，故仲尼之喪，門人疑於所服。子貢曰：『昔夫子喪顏回，若喪子而無服，請喪夫子，若喪父而無服。』遂心喪三年。此則懷三年之哀，而無齊衰之制也。」

### 出五服
五服之外，共同五世祖的亲属称为「袒免亲」，已无丧服之制，即所谓「素服」；六世祖以上已經沒有亲属关系，即是「无服」。
袒免（『免』通『絻』）解释做「袒衣露肩、脱冠扎髮、以巾缠头」，袒免亲因无丧服之制，所以袒左、去冠缠巾以示哀思；宋代袒免是白阑缟巾、明清两代袒免是尺布缠头。
- 斬衰服圖
- 齊衰服圖
- 大功服圖
- 小功服圖

## 四制
四制是指：正服、義服、加服和降服，「五服」與「四制」兩者相輔相成，合稱「五服四制」。
本身於情份之內，為死者成服曰「正服」，例如：子為父母服斬衰、孫為祖父母服齊衰期年，皆屬情份內之事；再者，伏於義理之內，為死者成服曰「義服」，例如：義子為義父母服斬衰，屬於義理內之事。
因為特殊緣故，加重一等服曰「加服」，例如：長孫本為祖父母服齊衰，但承重孫加重其服，服斬衰；反之，減輕一等服曰「降服」，例如：出嫁女兒為本生父母成服、出嗣子女為本生父母成服，均減輕其服。

## 服制的原則

### 親親、尊尊、名、出入、長幼、從服
《禮記》云：「服術有六：一曰親親，二曰尊尊，三曰名，四曰出入，五曰長幼，六曰從服。」古代儒家制定服制的六項原則即是：親親、尊尊、名、出入、長幼和從服。
1. 「親親」是指宗族血統的親疏關係，原則上是和本身關係親近者愈重、疏遠者愈輕；
2. 「尊尊」是指君臣從屬的尊卑關係；
3. 「名」是指異姓婦女嫁入本族而有名份的關係；
4. 「出入」是指本族已嫁、已嫁回歸娘家和未嫁婦女的有別關係；
5. 「長幼」是指成年和未成年死亡的有別關係，原則上未成年死亡者要為其降等服喪，如達最低年齡則無服；以及
6. 「從服」是指本人與死者無直接關係，但跟隨與死者有直接關係者而為其服喪的關係。

《禮記》覆云：「從服有六：有屬從，有徒從，有從有服而無服，有從無服而有服，有從重而輕，有從輕而重。」指「從服」亦有六項原則，即：屬從、徒從、從有服而無服、從無服而有服、從重而輕和從輕而重。
1. 屬從：「屬」者，謂親屬。因為本身與死者並無直接親屬關係，但眷屬與死者有親屬關係而為其從服，例如：妻為夫黨從服（妻子隨從丈夫，為夫家成員從服）、夫為妻黨從服（丈夫隨從妻子，為外家成員從服）、子為母黨從服（子女隨從母親，為外家成員從服）。
2. 徒從：「徒」者，跟隨歸附者。因為本身與死者並無臣屬關係，但所隨從者與死者有關係而為其從服，例如：臣為國君（諸侯）之家屬從服、妾子為嫡母之家屬從服。假如所隨從者已經死亡，這種關係就不覆存在，也就不再須要為其從服。
3. 從有服而無服：因為所隨從者為有服，本身應為死者從有服，但被壓降所以無服。例如：公子（國君之庶子）為其妻之父母本應有服，但礙於國君之尊所壓降，所以無服。[10]國君在其位時，公子為其母、其妻服喪皆不在五服之內；簡而言之，是因國君既不從服，其妾子亦不敢為母黨從服、庶子不敢為妻黨從服。[11] 「叔嫂無服」亦屬於「從有服而無服」的原則，按理「夫為其兄弟服齊衰」，妻妾隨夫本應為其夫之兄弟服大功，但唐代以前的服制規定「妻於夫之兄弟無服」。因為弟婦為兄服喪的話，等如將弟婦視同兒媳；反之，兄嫂亦如母，如此就有違人倫秩序。[12]
4. 從無服而有服：因為所隨從者為無服，但本身與死者的關係從無服變成有服。例如：公子之妻於公子之外兄弟從服，公子壓於國君之尊，於遠房兄弟無服，但公子之妻要為公子之遠房兄弟從服。
5. 從重而輕：因為所隨從者於死者服重，但本身於死者服輕。例如：妻為其本生父母服齊衰期，為重；本身為岳父母服緦麻，有別於一般降一等而服，為輕。
6. 從輕而重：因為所隨從者於死者服輕，但本身於死者服重。例如：國君在其位時，公子為其生母僅服練冠、麻和麻衣縓缘，葬後即除（國君不在其位時，公子為其生母亦僅服大功），為輕；公子之妻為公子之生母則服齊衰期，為重。

### 上殺、下殺、旁殺
《禮記》又云：「親親，以三為五，以五為九。上殺，下殺，旁殺，而親畢矣。」三者，謂父、己、子三族；五者，謂祖、父、己、子、孫五族；九者，謂高祖、曾祖、祖、父、己、子、孫、曾孫、玄孫九族，九族之外皆出五服。
「殺」是指親屬之間的關係逐漸疏遠，由父上推至祖、曾祖、高祖，親屬關係漸疏，謂「上殺」；由子下推至孫、曾孫、玄孫，親屬關係亦漸疏，謂「下殺」；由親兄弟旁推至從兄弟、再從兄弟、三從兄弟，親屬關係同亦漸疏，謂「旁殺」。

## 服制的特點
《礼经》所记载的服制，同宗法制度有不可分隔的关系，在当时虽然不见得全部实行，后代延续也有所改变，但从中有些突显等级的特点被传承下来。

### 重男輕女
服制中可以看出重男轻女的情况，例如：妻为夫服丧三年，夫为妻服丧只有期年。
明代以前，如果生父过世，子为父要服斩衰三年；生父健在、生母过世，子为母只服齐衰期年；生父已过世、生母今过世，子为母也只服齐衰三年，而不是服最重的斩衰。

### 嫡庶
服制中可以看出嫡庶的分别甚严格，例如：庶子为嫡母服丧三年，但是嫡子不为庶母服丧（明代以后，庶子为生母也服丧三年，嫡子为庶母服丧期年）。
嫡长孙在丧事中的地位也很重要，丧制中有所谓的「承重孙」（同承重曾孙），就是嫡长子已死，并不立其余子为喪祭主，而是由嫡长子之长子承担丧祭主的重任，名字在讣闻中列在首位，地位排在其他宗族成员之前。

### 內外親疏
服制中明显地表现出血统亲疏的等级，习惯上以五服之内为亲、五服之外为疏。《尔雅·释亲》：「族父之子相谓为族晜弟，族晜弟之子相谓为亲同姓。」《注》：「同姓之亲无服属。」这就是说，同父之子为族兄弟关系，族兄弟之子相互间已经没有服属关系，只有同姓关系。本宗九族大致可以歸納為：男子為父服斬衰；祖（曾祖高祖）、母、伯叔父姑、妻、兄弟姊妹服齊衰；從兄弟姊妹服大功；同曾祖服小功；同四世祖、外戚服緦麻；同五世祖袒免，同六世祖無服；嫁婦降服。
朝廷律法尚有所谓「准五服以制罪」，将服制引入民事法典，用来判断五服九族之内亲属的相互侵犯行为，也确定继承和赡养的利益。总得来说，以卑犯尊者刑责加重，愈亲近者愈重；以尊犯卑者刑责减轻，愈亲近者愈轻；亲属相奸者刑责加重，愈亲近者愈重；亲属相盗者刑责减轻，愈亲近者愈轻。

## 對周邊國家地區的影響
在大中華地區的影響範圍內，除非是有宗教等的不同考量，否則的話，傳統漢族喪禮仍有部份保留過往的「披麻戴孝」。守孝的這段期間，無論男女都不應穿戴一身的艷麗華服、首飾和施濃妝，應要保持生活低調和清簡。實務操作中，親眷在行過「成服禮」（大斂次日、做功德前舉行）後，也只有在守靈拜祭時才穿戴孝服，拜祭後就可除下孝服放置於靈堂，平日可穿上素服佩戴「孝誌」代替孝服；等到出殯時，再行穿上孝服，滿七葬後即行除服。

### 中國大陸
中國沿海開放城市地區可以租賃得到孝服，樣式已經趨於簡化，但大致遵照傳統的喪服，更進一步的簡化就只是戴黑紗；鄉村地區可能還保留「縫孝衣」的習俗，也就是由鄰里的「全可人」（好命婆）協助縫製孝衣。所謂的「全可人」在華北方言裡面，是指：父母/翁姑、夫、兒女或子孫俱全的婦人，也就是俗認為有福氣的人。

### 港澳地區
香港和澳門的傳統喪禮中，孝子女等親眷均須披麻衣、戴孝服；同時，男親眷佩戴黑紗、女親眷頭戴冷花，稱為「上服」。基督宗教喪禮則穿著黑色孝袍，男親眷佩戴黑紗、女親眷頭戴冷花，以示成服；在部份的西化喪禮中，也有男親眷選穿著黑西裝、白恤衫及黑領帶，女親眷則選穿著黑套裝及白恤衫。

### 台灣
台灣現在通行的喪服等級分為：麻（子、媳、長孫，同未嫁女等）、苧（孫、外孫、侄子女，同出嫁女等）、藍（曾孫、外曾孫等）、黃（外曾孫、玄孫等）和紅（玄孫、來孫等），過去還有初喪時用喪服、三個月後改用黑紗/白毛線的服例，但現在大多出殯後就換服，已經沒有再遵循這種服例；侄子女也可以一律穿著白衣或黑衣，同輩族親則在手臂綁上白毛巾；但總的來說，南北各地之間各行其事，喪服的形式極有差異。採用佛事儀軌的喪禮，眷屬可以穿著黑袍；而在基督教儀式的喪禮裡，眷屬則可以穿著黑袍，也可以穿著白色、黑色或深藍色的素服。

### 日本
日本於奈良時代頒佈《養老律令》，有仿若《大唐開元禮》服制的〈服紀條〉。
| 一年服 | 君、父母、夫、本主                                             |
| 五月服 | 祖父母、養父母                                                 |
| 三月服 | 曾祖父母、外祖父母、伯叔姑、妻、兄弟姊妹、夫之父母、嫡子       |
| 一月服 | 高祖父母、舅姨、嫡母、繼母、同居繼父、異父兄弟姊妹、眾子、嫡孫 |
| 七日服 | 眾孫、從兄弟姊妹、兄弟之子                                     |

### 朝鮮半島

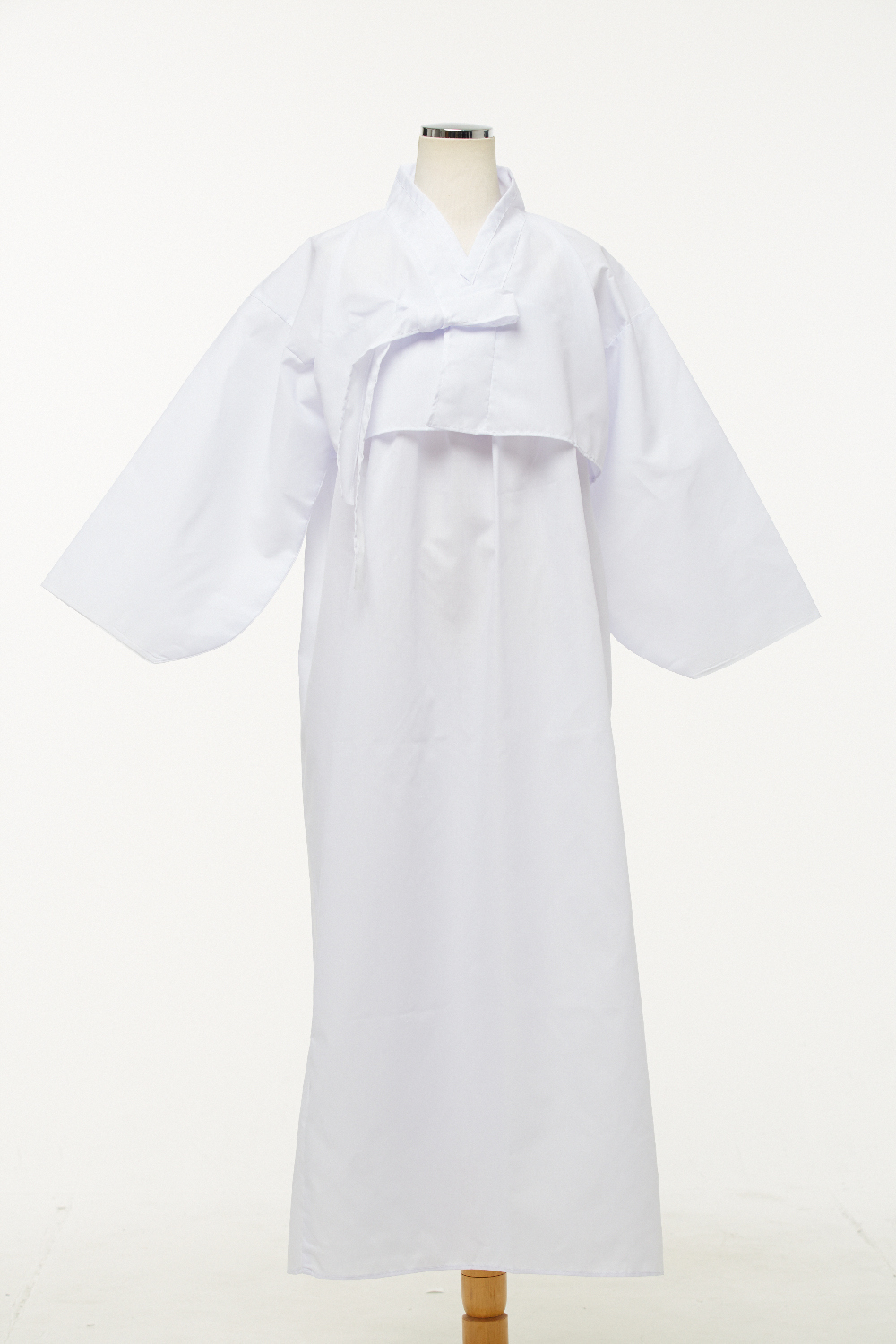
韓服素服

朝鮮王朝汲取了明朝的服裝和禮制，其中也包括五服制度（羅馬化：obogjedo）和喪服（羅馬化：sangbog）服例，五服即是：斬衰（羅馬化：chamchoe）、齊衰（羅馬化：jaechoe）、大功（羅馬化：daegong）、小功（羅馬化：sagong）和緦麻（羅馬化：sima）。

### 越南
越南後黎朝（1428年－1789年）同樣汲取了明朝的五等喪服（năm hạng tang phục）制度，載於《國朝刑律》之中，後世阮朝（1802年－1945年）的《皇越律例》亦有參考沿用，稱為「五服」（ngũ phục）。
- 斬衰，又稱為「大喪」（đại tang）：服三年（實際上，二十七月）
- 齊衰，又稱為「期年」（cơ niên）：服一年杖期、一年不杖期、五月或三月
- 大功：服九月
- 小功：服五月
- 緦麻：服三月

### 琉球國（沖繩地方）
近世琉球（1609年－1879年）服制是源自王府於1667年4月23日頒佈的「不淨定」（忌服令），同前月16日頒佈的「葬禮之定」內容互有關聯。士族居喪期間身穿白布衫、披髮、不能穿著正裝、不能繫大帶，有公職者亦要停職在家留候。具體來說，若服父母三年之喪的話，初喪三十日要身穿白衫和披髮；過後可以除下白衫執勤務，但仍用竹簪束髮並保持服裝簡陋，三年內不參與任何喜慶盛事。
「不淨定」的規定，如下：
- 祖父母、父母、夫婦、兄姊，服三十日
- 繼父母、伯父母、弟妹、子孫，服二十日；但為弟妹以下服，不用披髮
- 甥姪，服十日
- 從弟以下，服五日

1725年制定、1737年改定的服制，區分：本宗方（本宗方之服制）、妻妾者從夫家（妻たる者夫家之為之服制）、外戚方（外戚方之服制）和出嫁女為本生方（出嫁之女本生方之服制）的四種情況，影響延續至今。
近代沖繩地方通行的服制，如下：
- 父母，五十日
- 伯叔父同妻，二十五日
- 兄弟姊妹，二十五日
- 祖父母，二十五日
- 伯叔祖父母，十日
- 從兄弟姊妹，十日

### 東南亞地區
舊時的新馬印等國的華人仍有披麻衣、戴孝服的習俗，但如今由於各種變易，已經逐漸式微，只有部分地區還有所保留，並且經過不同程度地簡化。現今在許多地方已經精簡不穿麻衫，服喪期間通用的孝衣樣式依序是：白（或黑）、藍、青（或黃）和紅色的T恤衫褲，孝誌根據不同的地方和籍貫，出現各種不同的做法，有極大地差異。

## 其他用語

### 變服、受服、成服、除服
有服親屬改變服飾，謂「變服」或「易服」。當開始服喪時，將常服換成喪服，謂「成服」或「持服」；一旦服喪期滿，將喪服除下換回常服，謂「除服」、「釋服」或「服闋」。事實上，有服親屬自成服開始到終喪除服，可能要經過多次變服，例如：斬衰、齊衰成服，要經過虞、卒哭、小祥、大祥三次由重而輕的變服，大功、小功成服也會經過一次變服，謂「受服」。
按照古禮的作法，三年（實二十五月）期滿後六十日為「禫祭」（除服禮），行過禫祭才算正式除服；所以從成服開始，直到除服結束，實二十七月。

### 正服、義服、加服、降服
參見上述「四制」。

### 衰服、期服、功服、緦服
五服制度中为父母之丧有三年之服，為关系最重、最亲近者之服，有「斩衰」和「齐衰」之分，谓「衰衣」或「衰服」；一年之服（「期年」）有杖期和不杖期之分，为关系次重、次亲近者之服，謂「期服」。服制有輕於齊衰、重於緦麻之服，有大功和小功之分，为次轻、次疏遠者之服，謂「功服」；五服中最轻、最疏遠者為緦麻之服，謂「緦服」。
西晉李密所著《陳情表》裡陳述「外無期功彊近之親，內無應門五尺之僮。」「期」是指期服親、「功」是指功服親，用來分辨親疏關係的親屬。例如：「期服侄」為親侄、「功服侄」為堂侄。

### 反服、殤服
尊長為卑幼服喪，謂「反服」，例如：長男未成年過世，父母必須自譴一年，自稱為「反服父」和「反服母」，其餘子女過世則只稱為「父」和「母」。成年人為未成年死者服喪，謂「殤服」，「殤」有分為：16－19歲死者為「長殤」、12－15歲死者為「中殤」、8－11歲死者為「下殤」，有「殤大功服」和「殤小功服」兩等功服；8歲以下死者為「無服之殤」。

### 以日易月
遵照古代禮制：帝王駕崩時，太子繼位須服喪三年，舉朝臣子同服喪，喪期長短不一；然而如此對民間的生產有深遠影響，漢文帝遺詔有感重服擾民傷生，改制為三十六日即釋服，稱「以日易月」。後世歷代帝王因而沿用此制，遂無三年之喪，明代帝王三日聽政、十三日小祥、二十五日大祥、二十七日釋服。